# Parafia Wniebowzięcia Najświętszej Maryi Panny w Prużanie
Parafia Wniebowzięcia Najświętszej Maryi Panny w Prużanie – rzymskokatolicka parafia znajdująca się w diecezji pińskiej, w dekanacie prużańskim, na Białorusi.

## Historia
Kościół w Prużanie powstał w 1522 z fundacji królowej Polski Bony Sforzy. W 1881 na jego miejscu wzniesiono nowy, obecny kościół wówczas będący pw. śś. Zygmunta i Wacława.
W 1939 jako neoprezbiter wikariuszem w Prużanie został ks. Kazimierz Świątek. W maju 1939 został administratorem parafii po powołaniu księdza proboszcza na kapelana Wojska Polskiego. W czasie II wojny światowej był on zaangażowany w pracę konspiracyjną. 21 kwietnia 1941 został aresztowany przez NKWD i po ciężkim śledztwie skazany na śmierć. Wyrok nie został wykonany z powodu wybuchu wojny niemiecko-sowieckiej i ucieczki komunistów. Ks. Świątek powrócił do Prużany. Po ponownym wkroczeniu do miasta Armii Czerwonej został aresztowany i zesłany do łagrów. Kościół w Prużanie został znacjonalizowany i zamieniony na klub. Zwrócony parafii został po rozpadzie ZSRR.